# Ionòmer de vidre

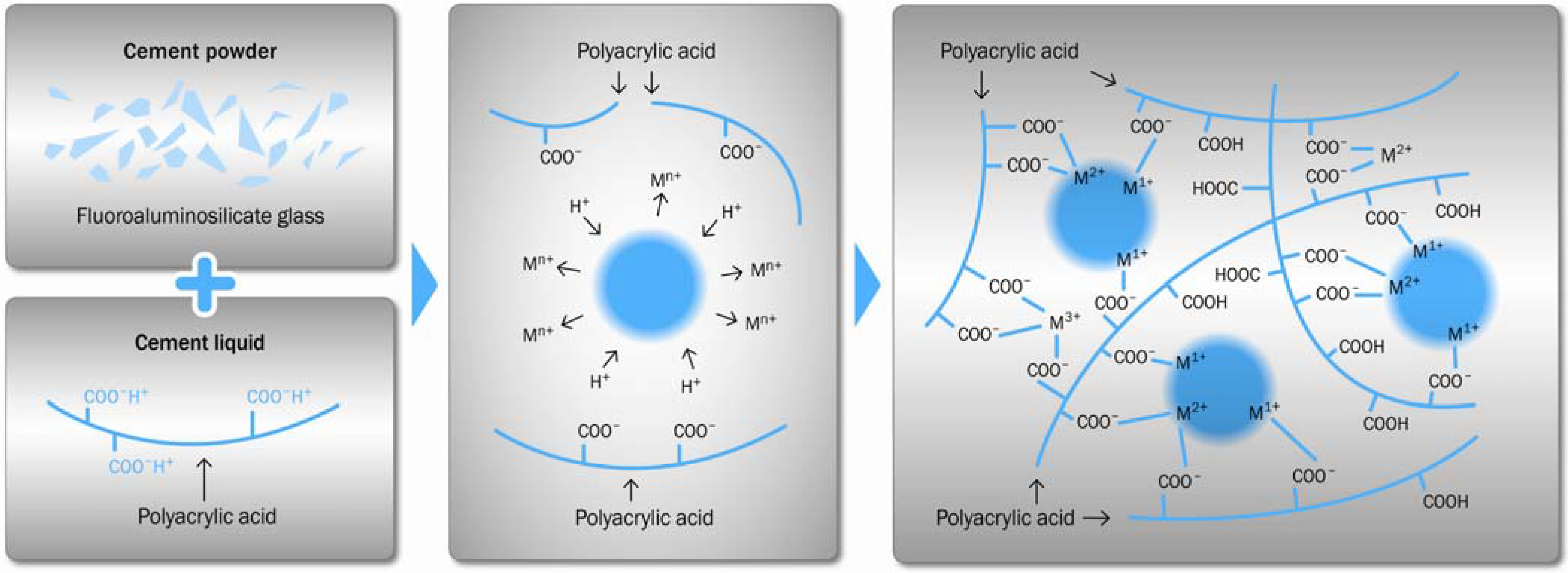
Ionòmer de vidre

El ciment de ionòmer de vidre o  ionòmer vitri és un biomaterial amb un gran camp d'utilització en odontologia restauradora i preventiva. Sorgeix a la dècada del 1970 gràcies a les investigacions dels científics Wilson i Kent,  no obstant això, ha sofert modificacions en la seva estructura química i composició a través dels anys. Antigament aquest ciment era denominat ciment de polialquenoat de vidre, però és el seu nom actual el que ha estat àmpliament difós atès que té estreta relació amb la seva composició.

## Composició
Els ciments d'ionòmer de vidre es componen bàsicament d'un líquid i unes pólvores, i hi ha diferents composicions
- Convencionals : Les pólvores estan constituïdes per cristalls de sílice i alúmina, a més de fluorurs que faciliten la seva fusió, formant cristalls de fluor-alumini-silicat, mentre que el líquid està compost per aigua, amb una solució d'àcids alquenoics (maleic, acrílic i itacònic) a la que se li incorpora àcid tartàric per prolongar el temps de modelatge.[1][2] Aquests ciments són aquells que s'endureixen exclusivament per reacció àcid-base.
- Modificats amb metall : A les pólvores s'hi afegeix plata sinteritzada i el líquid manté la seva fórmula convencional.

- Modificats amb resina : Presenten la reacció d'àcid-base característica dels ciments, però el procés d'enduriment es complementa a través d'una reacció de polimerització per addició, podent ser del tipus fotopolimeritzables, autopolimeritzables o ambdues.[3] Les pólvores conserven la fórmula convencional, però amb incorporació de substàncies que iniciaran la polimerització. Si es tracta d'ionòmer de vidre modificat amb resina fotopolimeritzable, l'iniciador serà del tipus dicetona-amina; en canvi, per a ionòmers modificats amb resina autopolimeritzable els iniciadors són peròxids. El líquid en aquest tipus de ciment conté una solució d'àcids policarboxílics amb grups vinílics addicionals, molècules hidròfiles i aigua.

Estructura del Sílice, component de les pólvores dels ciments d'ionòmer de vidre.

## Classificació
Els ciments d'ionomer de vidre es classifiquen segons les seves variades indicacions de la manera següent:
| Tipus de ciments d'ionòmer de vidre | Tipus de ciments d'ionòmer de vidre                                                           |
| ----------------------------------- | --------------------------------------------------------------------------------------------- |
| Tipus I                             | Indicat per a fixació de corones, ponts, aparells d'ortodòncia.                               |
| Tipus II                            | Per a restauracions estètiques.                                                               |
| Tipus III                           | Ciment restaurador reforçat amb metall.                                                       |
| Tipus IV                            | Ciments protectors com folres o bases cavitàries.                                             |
| Tipus V                             | Ciments indicats per a reconstrucció de monyons. També com a segellador de fosses i fissures. |

## Propietats
- El ciment s'adhereix a l'estructura dentària químicament a través de la formació de ponts d'hidrogen entre els grups carboxílics de l'àcid que compon al ciment i ions calci presents en dentina i esmalt.[5][3]

- Mínim canvi de dimensió durant l'adormiment, d'aquesta manera no es produeixen tensions a la interfase dent-restauració.
- Variació dimensional tèrmica similar a la que passa a l'estructura dentària, per la qual cosa no es produeixen tensions en la interfase dent-restauració.[3][2]
- És biocompatible malgrat presentar àcids a la seva composició. Només s'han reportat reaccions adverses en un nombre reduït de casos.[2]
- Les propietats òptiques dels ciments modificats amb metall no són bones, per això es consideren estèticament deficients, no així els modificats amb resines, que presenten millores en aquest aspecte.[3][2]

- És capaç d'alliberar fluorurs i atorgar potencial antibacterià, cariostàtic i remineralitzant.[5][3]

## Usos clínics

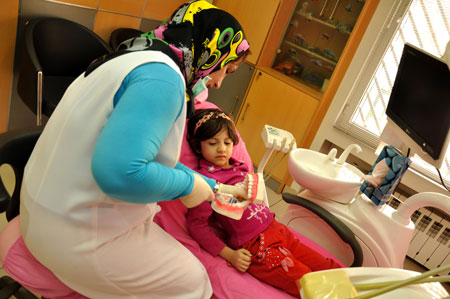
Odontopediatria, una de les tantes disciplines on es fa servir ionòmer de vidre.

A causa de les seves variades propietats, l'ionòmer de vidre es pot utilitzar àmpliament en diferents disciplines de l'odontologia.
- Odontopediatria : se n'ha documentat l'ús en cavitats classe I, II i V en peces dentals temporals i en cavitats conservadores en primers molars permanents. A més, ja que es tracta de tenir cura de nens i adolescents, és protagonista l'efecte anticariogènic d'aquest ciment.
- Operatòria dental i obturacions : s'usa com a base intermèdia amb qualsevol material restaurador. També per emplenar parets de dents sense suport.
- Ortodòncia : Funciona com a adhesiu per a bandes d'ortodòncia, presentant alliberament de fluor i tolerància a la humitat existent a la cavitat oral.

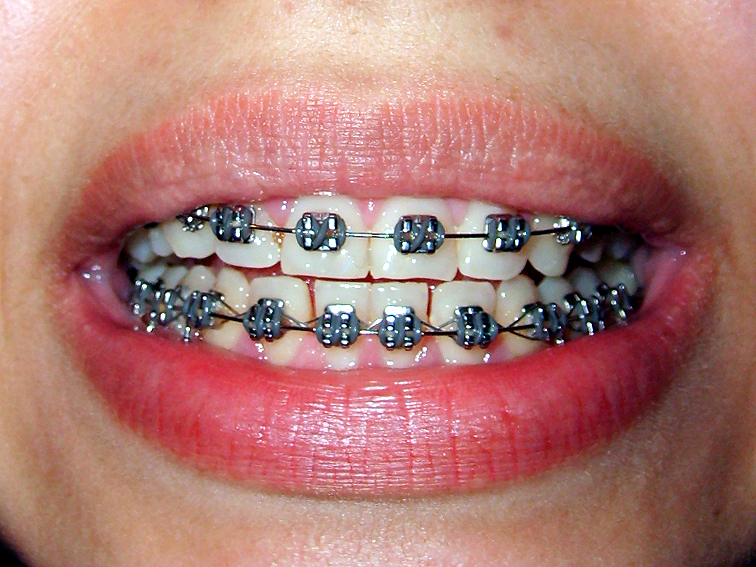
L'ús d'ionòmer de vidre en ortodòncia com a adhesiu per a bràquets o bandes.

## Presentacions
Els ciments d'ionòmer de vidre es poden trobar de dues formes principalment, una és la de líquid i pólvores per a una barreja manual per part del professional, mentre que l'altra és en forma de càpsules per a vibració mecànica on les pólvores i el líquid es troben separats per una membrana a l'interior de la càpsula, la qual es trenca en quan es sotmet a vibració, permetent la barreja.

## Manipulació
En la preparació manual realitzada pel professional s'ha de tenir en compte dosificar el líquid i les pólvores en un bloc de paper encerat, evitant-ne la sobre exposició a la intempèrie, ja que la pèrdua o guany d'humitat afecta la proporció adequada indicada pel fabricant. És convenient homogeneïtzar les pólvores agitant el flascó, i també tenir cura que no s'incorporin bombolles a la gota de líquid dispensada, per això el goter es col·loca perpendicular al bloc de paper, permetent la lliure caiguda de la o les gotes.
El professional encarregat de manipular el material ha de seguir adequadament les indicacions del fabricant del producte, ja que en existir diferents marques, presentacions i composicions, no totes les formes de preparació són iguals.